# Nhân Thọ Hoàng thái hậu
Nhân Thọ Hoàng thái hậu (chữ Hán: 仁壽皇太后; tiếng Mãn: ᡥᡳᠶᠣᠣᡧᡠᠩᡤᠠ
ᡤᡠᠩᠨᡝᠴᡠᡴᡝ
ᡤᠣᠰᡳᠨ
ᡥᡡᠸᠠᠩᡥᡝᠣ, Möllendorff: hiyoošungga gungnecuke gosin hūwangheo, Abkai: hiyouxungga gungnequke gosin hvwangheo; 28 tháng 4 năm 1660 - 25 tháng 6 năm 1723) hay còn gọi là Hiếu Cung Nhân hoàng hậu (孝恭仁皇后), là phi tần của Thanh Thánh Tổ Khang Hi Hoàng đế, thân mẫu của Thanh Thế Tông Ung Chính Hoàng đế.
Bà chưa bao giờ được lập làm Hoàng hậu khi còn sống, chỉ được truy phong ngôi Hoàng hậu khi đã qua đời.

## Thân thế

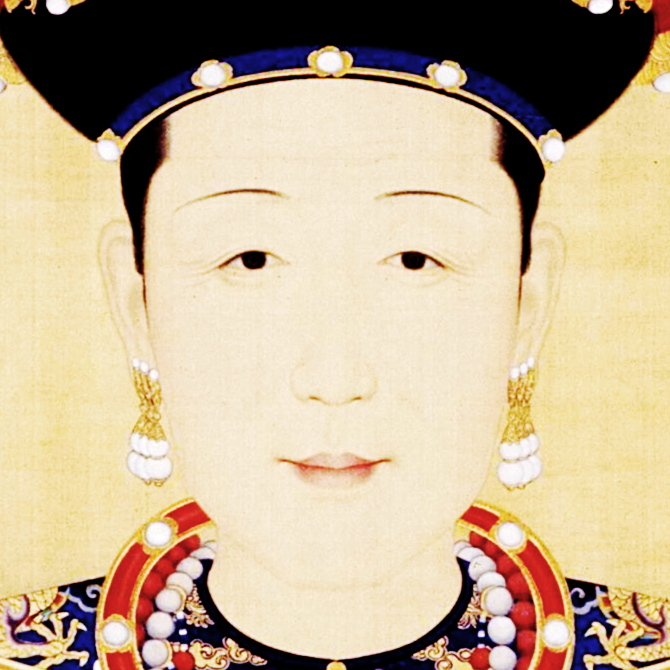
Cận chân dung Hiếu Cung Nhân Hoàng hậu Ô Nhã thị

Hiếu Cung Nhân Hoàng hậu sinh ngày 19 tháng 3 (âm lịch), tên gọi Mã Lục (玛琭), xuất thân từ dòng họ Ô Nhã thị (乌雅氏), lại có thuyết gọi Ngô Nhã thị (吴雅氏), thuộc Mãn Châu Chính Hoàng kỳ. Tuy nhiên, gia tộc bà nguyên thuộc Bao y Chính Hoàng kỳ, sau này mới được nhập Mãn Châu Chính Hoàng kỳ, thoát khỏi thân phận Bao y.
Tằng tổ phụ Ngạch Bách Căn (额柏根), thế cư Cáp Đạt, lại có chỗ nói thế cư Diệp Hách, buổi đầu quốc sơ thì quy thuận. Tổ phụ Ngạch Tham (额参), là con trưởng của Ngạch Bách Căn, buổi đầu phò tá Thanh Thái Tông Hoàng Thái Cực, làm chức Thiện Phòng Tổng lĩnh (膳房总管), này vốn là Nội vụ phủ Bao y. Về sau ông lập được công danh, chinh chiến Triều Tiên, lại đến Sơn Đông, Tế Nam, công lao hiển hách nên dần thăng Nhất đẳng Đô úy, kiêm nhậm Tá lĩnh, thụ Nam tước. Phụ thân của bà là Uy Vũ (威武), lại có tên khác Ngụy Vũ (魏武), là trưởng tử của Ngạch Tham, đương thời nhậm chức vụ [Hộ quân Tham lĩnh; 護軍參領], hàm Chính tam phẩm. Em trai bà tên là Bác Khải (博启), được giữ chức Tán trật đại thần, hàm Tòng nhị phẩm.
Trong nhà bà còn có người chú Nhạc Sắc (岳色), nguyên nhậm Tư Hộ quan, sau đặc ban chức Kỵ đô úy. Ngoài ra, còn có Đạc Bật (铎弼), là đường huynh đệ của Uy Vũ, đương thời nhậm Phó đô Ngự sử trong Đô Sát viện, Nội vụ phủ Tổng quản kiêm Tá lĩnh. Em gái gả cho A Linh A, con trai của Át Tất Long và là em của Hiếu Chiêu Nhân Hoàng hậu và Ôn Hi Quý phi. Cháu trai (con của em gái), ngay từ dưới thời Khang Hi đã làm đến hàm Chính nhất phẩm Lãnh Thị vệ Nội đại thần, Hình bộ Thượng thư, tước Nhị đẳng công. Về sau, khi bà hiển quý, trở thành Hoàng thái hậu, cả gia đình cũng vinh hiển, cả ông cụ, ông nội và cha bà được Ung Chính Đế phong tước phong Nhất đẳng công (一等公).
Ung Chính Đế vì khuếch trương dòng dõi của Thái hậu, cũng là để tự nâng bản thân, còn tự xưng dòng họ của bà là Bổn triều cựu tộc, sang thế danh gia (Nguyên văn: 本朝旧族, 创世名家), lại ra chỉ dụ tán thưởng:
| “                                                     | 额柏根，系本朝旧族，创业名家。在太祖高皇帝时，抚育禁庭，视同子侄。额参历事三朝，军功懋著。魏武天挺俊杰，启后承先，厚德钟灵，笃生圣母，宜加峻秩，以协彝章。将额柏根、额参、魏武，俱追一等公。一等公，世袭罔替。 . Ngạch Bách Căn, là cựu tộc của bổn triều, gây dựng sự nghiệp danh gia. Vào thời Thái Tổ Cao Hoàng đế, được dưỡng dục ở cấm đình, coi như con cháu. Ngạch Tham phục vụ Tam triêu, quân công có thừa. Ngụy Vũ thiên chất tuấn kiệt, sau đó được thừa trước, hậu đức chung linh, sinh ra Thánh mẫu, nghi thêm tuấn trật, dĩ hiệp di chương. Nay mệnh đem Ngạch Bách Căn, Ngạch Tham, Ngụy Vũ, đều truy phong Nhất đẳng công. Nhất đẳng công tước cho thừa kế võng thế truyền đời. | ” |
| — Chỉ dụ truy phong tổ tiên họ ngoại của Ung Chính Đế | |   |

## Đại Thanh tần phi
Có tổ phụ vốn là Bao y, cho nên Ô Nhã thị tính ra phải vào Nội vụ phủ làm việc khi còn nhỏ dựa theo Nội vụ phủ tuyển tú. Căn cứ theo hồ sơ Quất Huyền Nhã (橘玄雅) khảo được từ Lục đầu bài đương (绿头牌档), vào năm Khang Hi thứ 14 (1675), Khang Hi Đế lệnh cho Nội vụ phủ tuyển chọn Bao y Tú nữ, Ô Nhã thị lấy thân phận Cung nữ tử mà nhập cung. Năm đó, bà 16 tuổi, cùng xét tuyển với bà có Lương phi Giác Thiền thị, được ghi lại tên là "Song Tỷ" và Định phi Vạn Lưu Ha thị, được ghi lại tên là "Nữu Nữu".
Án theo tập hồ sơ này, Ô Nhã Mã Lục là được "đề cử", nhưng không phải là vì xuất chúng gì cả, mà là được đề cử khi tiến hành Nội vụ phủ tuyển tú lần thứ hai. Đại khái bà đã bị loại, lần này lại lần nữa tham tuyển. Lần đầu tiên diễn ra khi nào, vẫn chưa biết được. Hồ sơ cung đình thời Thanh dưới triều đại Khang Hi rất khan hiếm, nên cũng không thực sự rõ bối cảnh từ khi Mã Lục nhập cung đến khi chính thức trở thành tần phi. Sớm biết được, Mã Lục nhập cung đã lãnh làm Cung nữ tử, là Cung nữ riêng của các phi tần.
Năm Khang Hi thứ 17 (1678), ngày 30 tháng 10 (âm lịch), Cung nhân Ô Nhã Mã Lục sinh Hoàng tứ tử Dận Chân (胤禛). Lúc này Ô Nhã thị chưa có thân phận, nên sau khi đầy tháng thì Khang Hi Đế đem Hoàng tử Dận Chân đưa cho Hiếu Ý Nhân Hoàng hậu Đông thị nuôi dưỡng. Một năm sau (1679), ngày 13 tháng 10 (âm lịch), Khang Hi Đế sách phong cung nhân Ô Nhã thị làm Đức tần (德嬪). Do mới được sách phong, Đức tần Ô Nhã thị có thứ tự sau cùng trong số các tần phi có tước vị khi ấy.
Năm Khang Hi thứ 19 (1680), ngày 5 tháng 2 (âm lịch), bà sinh ra 1 người con trai nữa, tên Dận Tộ, là Hoàng tử thứ sáu của Khang Hi Đế. Sang năm sau (1681), ngày 20 tháng 12 (âm lịch), Đức tần Ô Nhã thị cùng Huệ tần Na Lạp thị, Vinh tần Mã Giai thị cùng Nghi tần Quách Lạc La thị đồng thời được tấn phong Phi vị, do đó Ô Nhã thị được thăng lên Đức phi (德妃). Lúc này bà ở tại Vĩnh Hòa cung. Năm ấy Ô Nhã thị vừa 22 tuổi.
Sách văn rằng:
| “                            | 朕惟治本齐家、茂衍六宫之庆。职宜佐内、备资四德之贤。恪恭久效于闺闱。升序用光以纶綍。咨尔德嫔乌雅氏。柔嘉成性。淑慎持躬。动谐珩佩之和、克娴于礼。敬凛夙宵之节、靡懈于勤。兹仰承太皇太后慈谕、以册印、进封尔为德妃。尔其祗膺晋秩、副象服之有加。懋赞坤仪、迓鸿庥之方至。钦哉。 ... Trẫm duy trị bổn tề gia, mậu diễn lục cung chi khánh. Chức nghi tá nội, bị tư tứ đức chi hiền. Khác cung cửu hiệu vu khuê vi. Thăng tự dụng quang dĩ luân phất. Tư nhĩ Đức tần Ô Nhã thị. Nhu gia thành tính, thục thận trì cung. Động hài hành bội chi hòa, khắc nhàn vu lễ. Kính lẫm túc tiêu chi tiết, mĩ giải vu cần. Tư ngưỡng thừa Thái hoàng thái hậu từ dụ, dĩ sách ấn, tiến phong nhĩ vi Đức phi. Nhĩ kỳ chi ưng tấn trật, phó tượng phục chi hữu gia. Mậu tán khôn nghi, nhạ hồng hưu chi phương chí. Khâm tai! | ” |
| — Đức phi Ô Nhã thị sách văn | |   |

Năm Khang Hi thứ 21 (1682), ngày 1 tháng 6 (âm lịch), Ô Nhã thị hạ sinh Hoàng thất nữ, nhưng Hoàng nữ chết non vào tháng 8 cùng năm, chỉ vừa được 2 tháng tuổi. Năm thứ 22 (1683), ngày 22 tháng 9, sinh hạ Hoàng cửu nữ, tức Cố Luân Ôn Hiến Công chúa, được giao cho Nhân Hiến Hoàng thái hậu đích thân nuôi dạy.
Năm Khang Hi thứ 25 (1686), ngày 24 tháng 4 (âm lịch), Ô Nhã thị hạ sinh Hoàng thập nhị nữ. Năm thứ 27 (1688), ngày 9 tháng 1 (âm lịch), Ô Nhã thị hạ sinh người con cuối cùng, Tuân Quận vương Dận Trinh, Hoàng tử thứ 14 của Khang Hi Đế.
Lúc này, Hoàng thập nhị nữ cùng Dận Trinh là những người con mà Ô Nhã thị trực tiếp gần gũi và nuôi lớn. Trong đó đáng chú ý nhất là Dận Trinh, người vừa là con út, vừa là con trai còn lại nhỏ nhất của Ô Nhã thị, do Hoàng lục tử Dận Tộ đã mất vào năm Khang Hi thứ 24 (1685), trong khi Dận Chân đã được Hiếu Ý Nhân Hoàng hậu nuôi dưỡng từ nhỏ. Hoàng thập nhị nữ sống đến năm 12 tuổi, thì đột ngột qua đời vào năm Khang Hi thứ 36 (1697), từ đó chỉ còn Hoàng tử Dận Trinh bên cạnh bà.

## Đại Thanh Hoàng thái hậu
Năm Khang Hi thứ 61 (1722), ngày 13 tháng 11 (tức ngày 20 tháng 12 dương lịch), Khang Hi Hoàng đế băng hà. Ngày 20 tháng 11 (tức ngày 27 tháng 12 dương lịch), theo di chiếu, Hoàng tứ tử Ung Thân vương Dận Chân kế vị, tức Ung Chính Đế.
Với thân phận là sinh mẫu của Tân đế, Đức phi Ô Nhã thị được tấn tôn làm Hoàng thái hậu. Thời điểm tấn tôn, Ô Nhã thị đã hơn 60 tuổi, Ung Chính Đế đối với mẫu thân cực kì hiếu thuận, chuẩn bị lễ long trọng mời bà từ Vĩnh Hòa cung đến cung thất dành riêng cho Thái hậu là Ninh Thọ cung. Gặp khi Nghi phi có hành vi vô lễ, Ung Chính Đế cũng vì danh dự của mẹ mình mà ra chỉ trách phạt vị sủng phi này của Khang Hi Đế.
Năm Ung Chính nguyên niên (1723), tháng giêng, Ung Chính Đế soạn chỉ dụ, tấn dâng tôn hiệu cho Hoàng thái hậu là Nhân Thọ Hoàng thái hậu (仁壽皇太后).
Sang đầu tháng 2 cùng năm, Ung Chính Đế ra chỉ dụ truy phong tằng tổ phụ của Thái hậu - Ngạch Bố Căn, tổ phụ của Thái hậu - Ngạch Tham cùng phụ thân của Thái hậu - Uy Vũ làm [Nhất đẳng công; 一等公], các phu nhân đều là [Công Nhất phẩm Phu nhân; 公一品夫人], em trai của Hoàng thái hậu là Bạch Khải thừa tập Nhất đẳng công, kế thừa truyền đời. Sang ngày 22 tháng 5 (âm lịch) cùng năm, Nhân Thọ Hoàng thái hậu lâm trọng bệnh, Ung Chính Đế ngày đêm hầu chén thuốc không nghỉ. Tuy nhiên, vào ngày 23 tháng 5 (tức ngày 25 tháng 6 dương lịch), đêm khuya giờ Sửu, Hoàng thái hậu qua đời tại Vĩnh Hòa cung, thọ 64 tuổi. Nhân Thọ Hoàng thái hậu khi ấy được đặt tại Ninh Thọ cung, Ung Chính Đế thương cảm mặc đồ trắng cư tang. Sau 3 ngày, ngày 26 tháng 5, bà được đem đến Thọ Hoàng điện (壽皇殿).

## Truy thụy và phối thờ
Sang tháng sau, ngày 20 tháng 6, Tổng lý Vương đại thần Cửu khanh là Hàn Chiêm Khoa (翰詹科) dẫn đầu các quan hội nghị việc phụng thờ Thánh Tổ miếu, thêm chữ [Nhân] là Đế thụy của Khang Hi Đế vào thụy hiệu của Thái hậu, cũng như 3 vị Hoàng hậu trước đó. Các đại thần cùng nghị phối thờ Tứ hậu (Hiếu Thành Nhân Hoàng hậu, Hiếu Chiêu Nhân Hoàng hậu, Hiếu Ý Nhân Hoàng hậu cùng Nhân Thọ Hoàng thái hậu) vào Thánh Tổ miếu, đó là dựa vào lệ có từ thời Tống Thái Tông cùng Tống Chân Tông. Ung Chính Đế ra chỉ dụ, trong đó có đoạn: 
| “                                               | 朕惟母后升祔太庙。大典攸关。欲伸臣子之孝思。必准前代之成宪。务得情理允协。乃可昭示万年。诸王大臣等、奏请四后同祔太庙。引据宋朝太宗、真宗、四后祔庙之礼。朱子及有宋诸儒。皆以为允当。览奏、既得展朕孝敬无穷之心。复合前代斟酌尽善之典。不觉悲慰交集。恭惟孝诚仁皇后、元配宸极。孝昭仁皇后、孝懿仁皇后、继位中宫。孝恭仁皇后、诞育朕躬。母仪天下。按先儒祔庙之议。一元后。一继立。一本生。以次并列。今母后升祔位次。当首奉孝诚仁皇后。次奉孝昭仁皇后。次奉孝懿仁皇后。次奉孝恭仁皇后。如此、庶于古礼符合。而朕心亦安矣 . Trẫm nghĩ việc đem thần vị của Mẫu hậu thăng phụ Thái miếu, đại điển du quan, cũng là ý hiếu của thần tử, tất nên theo lệ đời trước mà an bài. Thế thì cả tình và lý đều duẫn hiệp, còn có thể để vạn năm sau trông thấy. Chư Vương đại thần, tấu thỉnh Tứ hậu đồng phụ Thái miếu, là dẫn lệ Tứ hậu đồng phụ thời Tống Thái Tông, Tống Chân Tông mà làm. Chu Tử cùng các Tiên Nho đời Tống đều cho là nên làm. (Trẫm) xem qua tấu, thấy là ổn thỏa cho hiếu tâm của trẫm, phù hợp với đại điển các đời trước. Kính nghĩ, Hiếu Thành Nhân Hoàng hậu là nguyên phối, Hiếu Chiêu Nhân Hoàng hậu cùng Hiếu Ý Nhân Hoàng hậu kế vị trung cung, Hiếu Cung Nhân Hoàng hậu sinh dục Trẫm cung, mẫu nghi thiên hạ. Vậy án theo lễ của bậc Tiên Nho, rằng một Nguyên hậu, thứ là Kế hậu, thứ là Bổn sinh, cứ vậy mà theo thứ tự cho đúng lễ pháp. Hiện nay đem thần vị của Mẫu hậu thăng phụ vị thứ ra sao, đương nhiên đầu tiên là phụng thần vị Hiếu Thành Nhân Hoàng hậu, sau là Hiếu Chiêu Nhân Hoàng hậu, Hiếu Ý Nhân Hoàng hậu, cuối cùng phụng miếu Hiếu Cung Nhân Hoàng hậu. Như thế thứ với cổ lễ phù hợp, mà tâm của Trẫm cũng an rồi! | ” |
| — Chỉ dụ việc Tứ hậu thăng phụ của Ung Chính Đế | |   |

Ngày 12 tháng 8 (âm lịch) cùng năm, Ung Chính Đế làm đại lễ tiến dâng thụy hiệu cho Đại Hành Hoàng thái hậu, là Hiếu Cung Tuyên Huệ Ôn Túc Định Dụ Tán Thiên Thừa Thánh Nhân Hoàng hậu (孝恭宣惠溫肅定裕贊天承聖仁皇后). Chiếu cáo thiên hạ.
Sách thụy văn rằng:
| “                                        | 母仪正位。仁风诞播于八方。壸德流辉。宝训永垂于万世。进徽称于清庙。玉册爰新。议典礼于容台。彤编式焕。钦惟皇妣大行皇太后华渚炳灵。庆都凝瑞。秉含弘之淑性。应地安贞。树雝肃之芳型。俪天作则。赞襄内治。逮埶目御以加恩。辅佐先皇。自宫庭而起化。宽仁夙著。胥食德而饮和。朴素攸崇。务去奢而从俭。荷生成于圣母。诞育藐躬。极尊养于慈闱。未酬厚载。上推崇之号。允谐万国欢心。执谦让之衷。坚却百僚敦请。音容倐隔。恋慕实深。兹当升祔之辰。莫罄显扬之悃。嘉言懿行。永怀至德于坤元。琬刻瑶棱。肃荐明禋于閟寝。谨侲册宝。恭上尊谥曰。孝恭宣惠温肃定裕赞天承圣仁皇后。伏冀默扶景祚。宏衍庆源。启后人绍衣之图。克承克继。导寰宇庞鸿之祉。俾炽俾昌。谨言。宝文曰。孝恭宣惠温肃定裕赞天承圣仁皇后之宝 . Mẫu nghi chính vị, nhân phong đản bá vu bát phương. Khổn đức lưu huy, bảo huấn vĩnh thùy vu vạn thế. Tiến huy xưng vu thanh miếu. Ngọc sách viên tân. Nghị điển lễ vu dung đài. Đồng biên thức hoán. Khâm duy Hoàng tỉ Đại Hành hoàng thái hậu, hoa chử bỉnh linh. Khánh đô ngưng thụy, bỉnh hàm hoằng chi thục tính. Ứng địa an trinh. Thụ ung túc chi phương hình. Lệ thiên tác tắc. Tán tương nội trị. Đãi nghệ mục ngự dĩ gia ân. Phụ tá Tiên hoàng. Tự cung đình nhi khởi hóa. Khoan nhân túc trứ. Tư thực đức nhi ẩm hòa. Phác tố du sùng. Vụ khứ xa nhi tòng kiệm. Hà sinh thành vu Thánh mẫu. Đản dục miểu cung. Cực tôn dưỡng vu từ vi. Vị thù hậu tái. Thượng thôi sùng chi hào. Duẫn hài vạn quốc hoan tâm. Chấp khiêm nhượng chi trung. Kiên khước bách liêu đôn thỉnh. Âm dung 倐 cách. Luyến mộ thật thâm. Tư đương thăng phụ chi thần. Mạc khánh hiển dương chi khổn. Gia ngôn ý hành. Vĩnh hoài chí đức vu khôn nguyên. Uyển khắc dao lăng. Túc tiến minh nhân vu bí tẩm. Cẩn dâng sách bảo, cung thượng tôn thụy, viết: Hiếu Cung Tuyên Huệ Ôn Túc Định Dụ Tán Thiên Thừa Thánh Nhân Hoàng hậu Phục ký mặc phù cảnh tộ. Hoành diễn khánh nguyên. Khải hậu nhân thiệu y chi đồ. Khắc thừa khắc kế. Đạo hoàn vũ bàng hồng chi chỉ. Tỉ sí tỉ xương. Cẩn ngôn! Sách bảo viết, Hiếu Cung Tuyên Huệ Ôn Túc Định Dụ Tán Thiên Thừa Thánh Nhân hoàng hậu chi bảo. | ” |
| — Hiếu Cung Nhân Hoàng hậu sách thụy văn | |   |

Ngày 1 tháng 9 cùng năm, hợp táng cùng Khang Hi Đế và 3 vị Tiên hậu ở Cảnh lăng (景陵), thuộc Thanh Đông lăng ở Tuân Hóa. Cùng ngày, thăng phụ Thái Miếu. Qua các đời con cháu Càn Long, Gia Khánh, thụy hiệu đầy đủ của bà là: Hiếu Cung Tuyên Huệ Ôn Túc Định Dụ Từ Thuần Khâm Mục Tán Thiên Thừa Thánh Nhân Hoàng hậu (孝恭宣惠溫肅定裕慈純欽穆贊天承聖仁皇后).

## Hậu duệ
1. Hoàng tứ tử Dận Chân [胤禛], tức Thanh Thế Tông Ung Chính Hoàng đế.
2. Hoàng lục tử Dận Tộ [胤祚; 1680 – 1685], con trai thứ sáu của Khang Hi Đế. Sinh ngày 5 tháng 2 năm Khang Hi thứ 19, mất ngày 14 tháng 5 năm Khang Hi thứ 24. Được 6 tuổi.
3. Hoàng thất nữ [皇七女; 1682], con gái thứ 7 của Khang Hi Đế. Sinh ngày 1 tháng 6 năm Khang Hi thứ 21, chết vào tháng 8 cùng năm.
4. Cố Luân Ôn Hiến Công chúa [固倫溫憲公主; 22 tháng 9, năm 1683 – tháng 7, năm 1702], Hoàng cửu nữ, sơ phong [Hòa Thạc Công chúa], từ nhỏ do Hoàng đích tổ mẫu là Hiếu Huệ Chương Hoàng hậu nuôi dưỡng. Năm Khang Hi thứ 39 (1700), hạ giá Thuấn An Nhan (舜安颜) - là cháu nội của Đông Quốc Duy và là cháu gọi Hiếu Ý Nhân Hoàng hậu bằng cô. Ung Chính Đế truy tặng làm [Cố Luân Công chúa].
5. Hoàng thập nhị nữ [皇十二女; 1686 - 1697], con gái thứ 12 của Khang Hi Đế. Sinh ngày 24 tháng 4 năm Khang Hi thứ 25, mất vào tháng 2 năm Khang Hi thứ 36, được 12 tuổi.
6. Hoàng thập tứ tử Dận Trinh [胤礽; 1688 - 1755], thụy hiệu Tuân Cần Quận vương (恂勤郡王).

## Trong văn hóa đại chúng
| Năm  | Phim truyền hình          | Diễn viên       |
| 1980 | Đại nội quần anh          | Lương Thuấn Yên |
| 1995 | Cửu vương đoạt vị         | Bào Khởi Tĩnh   |
| 1997 | Giang hồ kỳ hiệp truyện   | Trần Sa Lợi     |
| 1997 | Vương triều Ung Chính     | Thi Kiến Lam    |
| 2011 | Cung tỏa tâm ngọc         | Lưu Tuyết Hoa   |
| 2012 | Hậu cung Chân Hoàn truyện | Lưu Tuyết Hoa   |
| 2012 | Cung tỏa châu liêm        | Lưu Tuyết Hoa   |
| 2012 | Bộ bộ kinh tâm            | Đới Xuân Vinh   |
| 2014 | Thực vi nô                | Lữ San          |
| 2019 | Mộng hồi Đại Thanh        | Trương Đồng     |